# Карпен (Долж)
Карпен (рум. Carpen) — село у повіті Долж в Румунії. Входить до складу комуни Карпен.
Село розташоване на відстані 225 км на захід від Бухареста, 44 км на захід від Крайови.

## Населення
За даними перепису населення 2002 року у селі проживала 1071 особа, усі — румуни. Усі жителі села рідною мовою назвали румунську.